# Willem Wenckebach

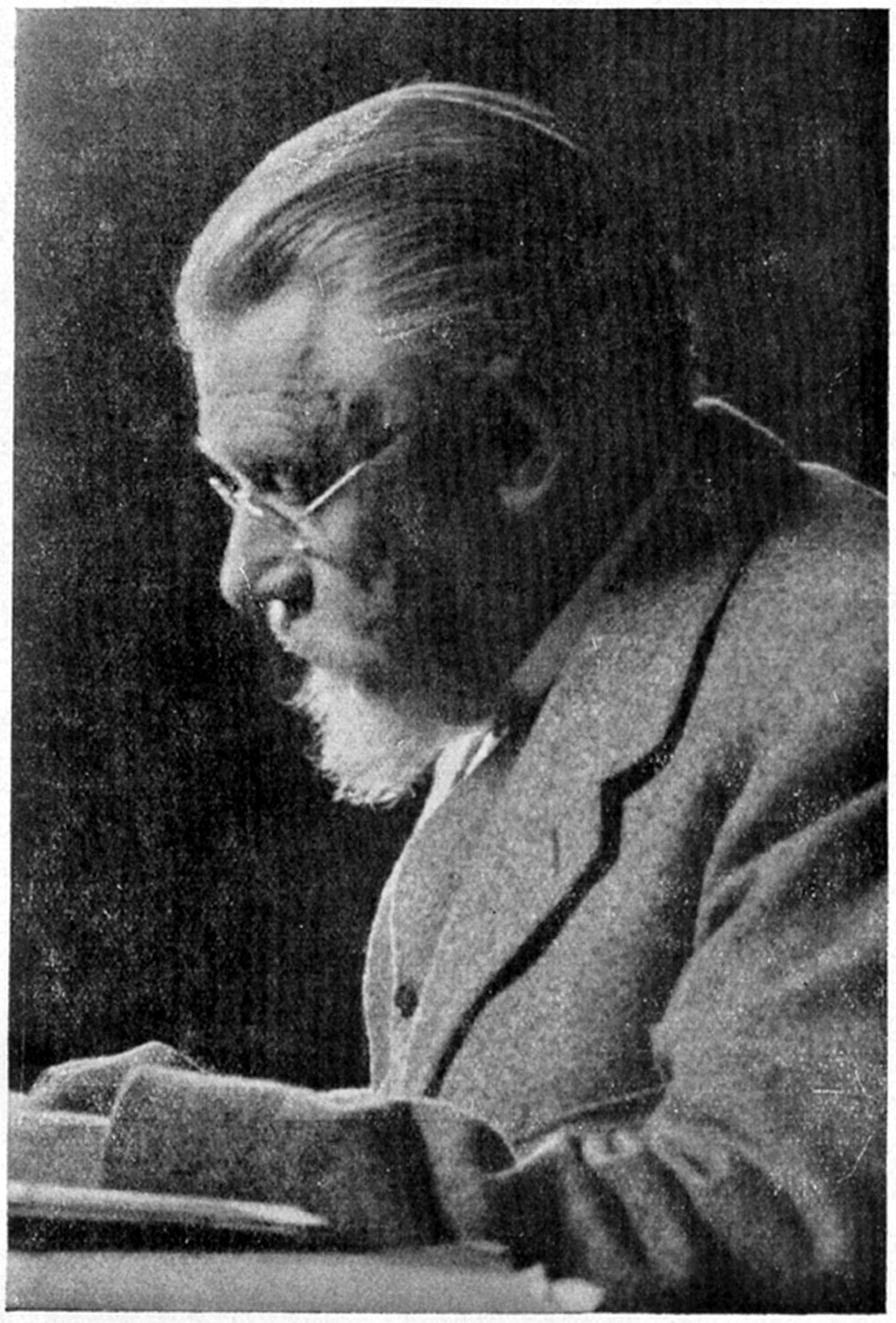
Willem Wenckebach op latere leeftijd, ca. 1901

Ludwig Willem Reymert (Willem) Wenckebach ('s-Gravenhage, 12 januari 1860 – Santpoort, 25 juni 1937), vooral bekend als Willem Wenckebach, was een Nederlands kunstschilder, illustrator, boekbandontwerper en graficus. Zoals zoveel kunstenaars in zijn tijd maakte hij zowel toegepast als vrij werk. Met zijn toegepast werk werd Willem Wenckebach een van de bekendste en meest productieve illustratoren en grafisch vormgevers van zijn tijd. Hij is vooral bekend gebleven door zijn aquarellen voor de Verkade-albums van Jac. P. Thijsse. Hij maakte voor deze albums illustraties met onder anderen Jan Voerman jr. en Jan van Oort. In Amsterdam is Wenckebach ook bekend gebleven door de vele pentekeningen die hij in de periode 1898-1907 van het oude Amsterdam maakte. Deze werden gepubliceerd in het Nieuws van de Dag. Later werden de tekeningen nog meerdere malen in boekvorm uitgegeven.

## Biografie
Zijn vader was Eduard Wenckebach, een grondlegger van de Nederlandse telegrafie, zijn moeder was Maria Geertruida Elisabeth Cornelissen. Willem Wenckebach was een broer van de Nederlandse arts Karel Frederik Wenckebach en van de Directeur Staatsmijnen Henri Johan Eduard Wenckebach. Ook was hij oom en leermeester van de beeldhouwer en kunstschilder Oswald Wenckebach.
Willem Wenckebach volgde aanvankelijk een opleiding voor tuinarchitect aan de Tuinbouwschool Linnaeus in Amsterdam, waarna hij in 1878 naar Utrecht vertrok om leerling te worden van de Utrechtse schilder D.P. van Lokhorst (1848-1893) en van de zeeschilder Jacob Eduard van Heemskerck van Beest.
Als jong veelbelovend kunstenaar verwierf hij een Koninklijke Subsidie, wat hem in staat stelde om van 1880-1884 naar Parijs te gaan. Terug in Utrecht werd hij lid van het Genootschap Kunstliefde, waar hij bevriend raakte met Anthon van Rappard. Met hem trok Wenckebach erop uit om en plain air te schilderen, onder andere op Terschelling en in Drenthe. In 1886 zegden beiden hun lidmaatschap van het behoudende Genootschap Kunstliefde op na een conflict over onder meer het tekenen van vrouwelijk naakt. Via Anthon van Rappard leerde Willem Wenckebach ook Vincent van Gogh kennen, op wiens aanraden Wenckebach zich een tijdje in het toentertijd bij kunstenaars geliefde Brabantse Heeze zou vestigen. Behalve met Anthon van Rappard was Wenckebach bevriend met Hendrik Petrus Berlage en Antoon Derkinderen.
In 1887 vertrok Willem Wenckebach naar Amsterdam om zich te gaan toeleggen op toegepast werk. Hij ging werken voor een grote drukkerij als illustrator en ontwerper van boekbanden. Het vrije schilderen raakte op de achtergrond, maar door zijn illustraties van kinderboeken, zijn getekende Amsterdamse stadsgezichten en vooral zijn aquarellen voor de Verkade-albums van Jac. P. Thijsse werd Wenckebach een van de bekendste en meest productieve illustratoren en grafisch vormgevers van zijn tijd.
Toch bleef hij wel schilderen, vooral landschappen, die hij exposeerde bij Arti et Amicitiae, waarvan hij in 1889 lid was geworden. Vanaf 1910 had hij ook regelmatig solo-exposities bij kunsthandels. Zijn schilderijen verkochten daar zo goed, dat hij in 1917 stopte met illustreren om zich weer volledig op het schilderen toe te leggen.
Willem Wenckebach gaf ook les aan de Kunstnijverheidsschool te Haarlem. Behalve zijn neef Oswald Wenckebach telde hij onder zijn leerlingen ook: Rie de Balbian Verster-Bolderheij, Frans Baljon, Johan Briedé, Johan Jacobs, Marie Jorissen-Cox, Johannes Josseaud, Kees Laan, Jan Harm Oostendorp.

## Werk

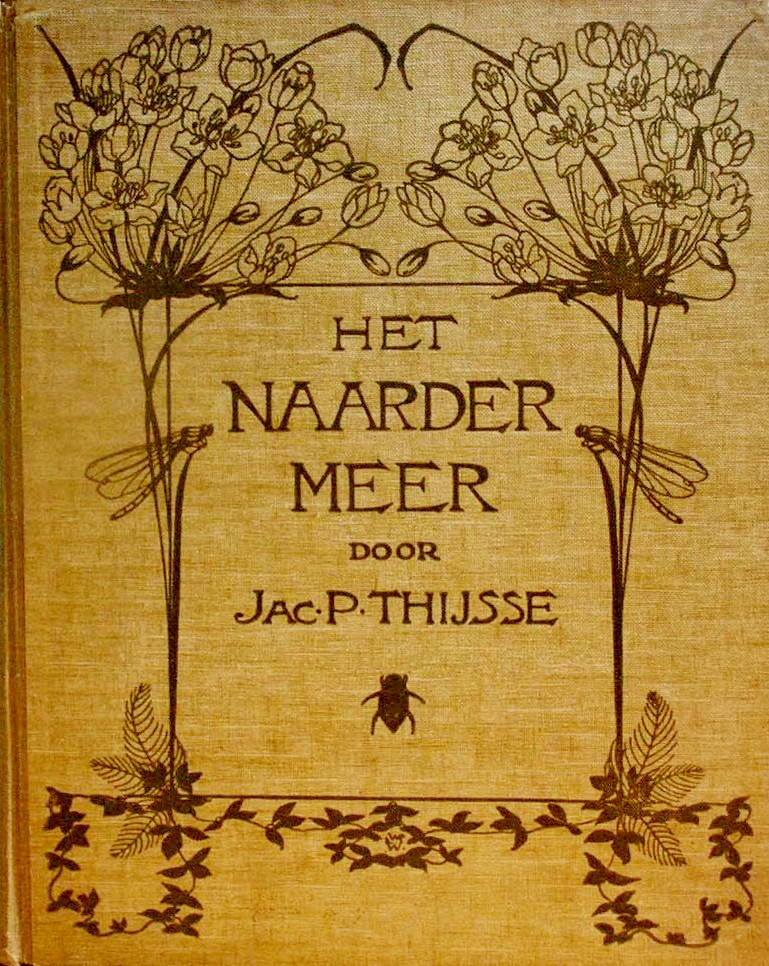
Omslag van Het Naardermeer van Jan. P. Thijsse, 1912

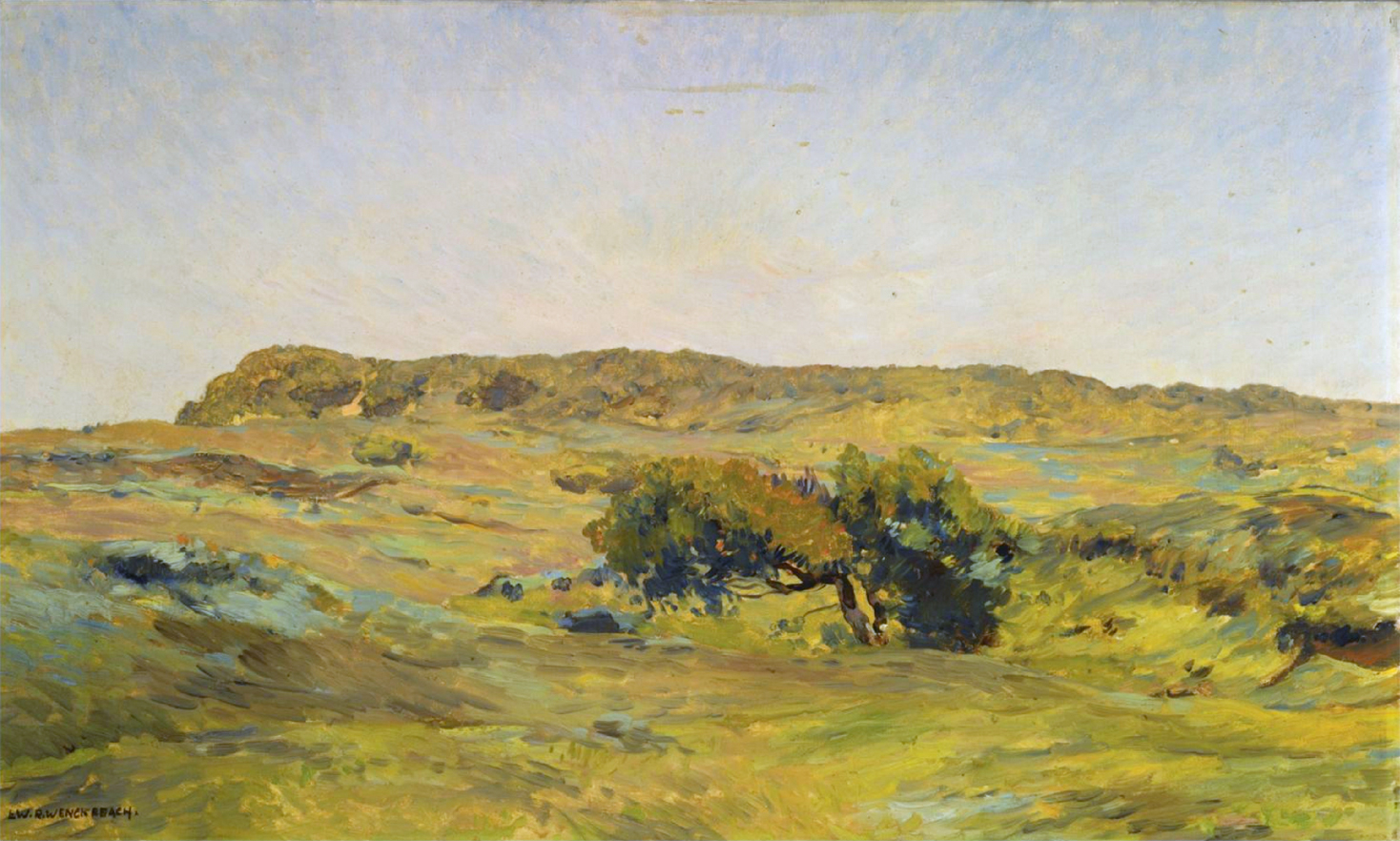
Duinlandschap

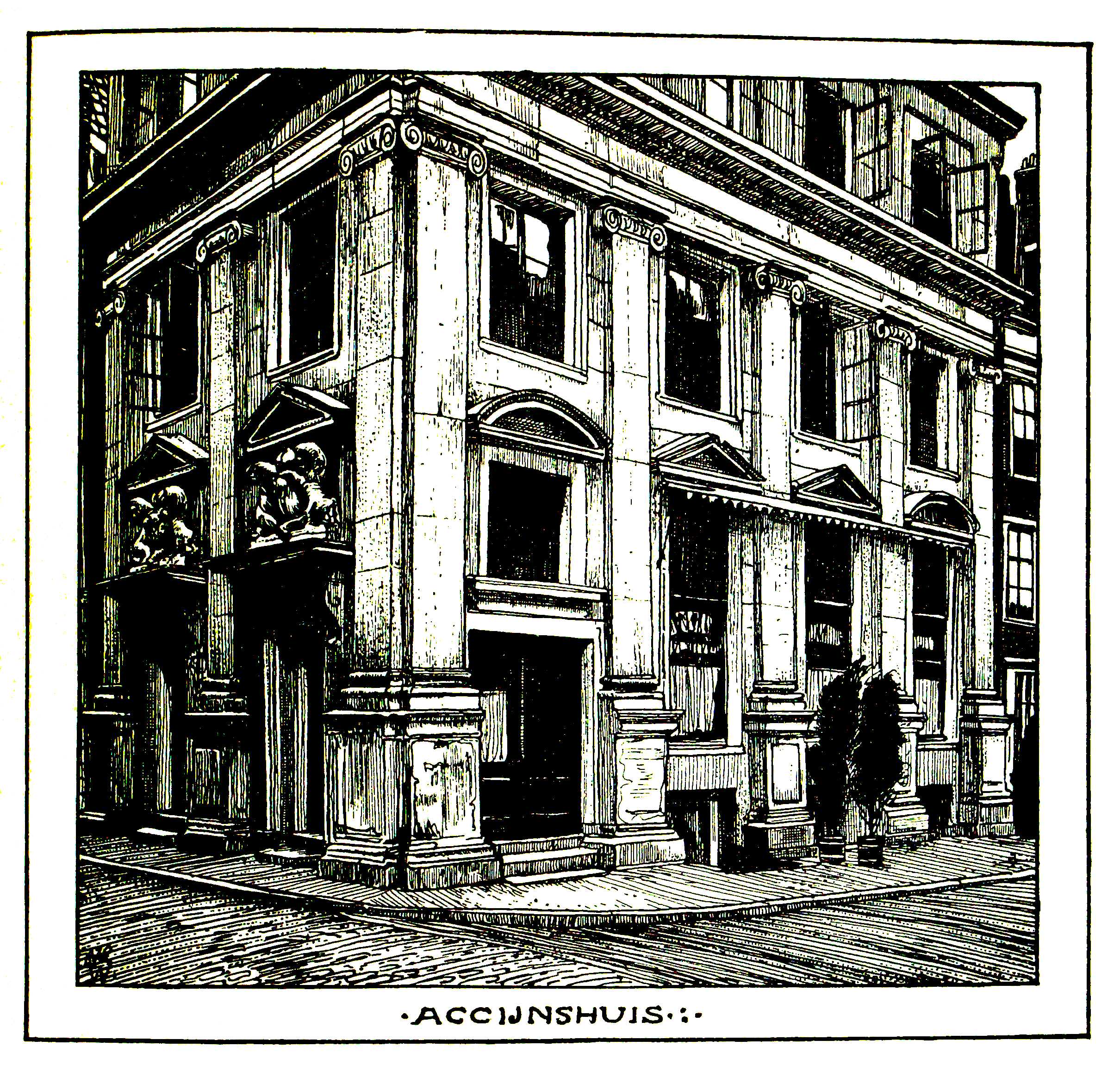
Pentekening van het Accijnshuis in Amsterdam, ca. 1900, verschenen in Oud-Amsterdam, 100 Stadsgezichten

Willem Wenckebach tekende en schilderde voornamelijk in de stijl van de Haagse school. Hij schilderde veel van zijn landschapsschilderijen in de buurt van Wolfheze, in Drenthe of in de Hollandse duinen (vaak bij Schoorl en op Texel).
Het meest bekend is Willem Wenckebach gebleven door zijn pentekeningen en aquarellen - in een impressionistische, kleurrijke stijl - voor de Verkade-albums van Jac. P. Thijsse. Bekende voorbeelden zijn Het Naardermeer (1912) en Texel (1927). De illustraties maakte hij op zijn tochten door Nederland, die hij samen met Jac. P. Thijsse en de andere illustratoren van de albums, onder wie Jan Voerman jr. en Jan van Oort, ondernam. Voor Het Naardermeer maakte Wenckebach ook het ontwerp voor de boekband.
Behalve tekenaar en schilder was Willem Wenckebach ook een gevraagd boekbandontwerper. Eerder maakte hij bijvoorbeeld boekbandontwerpen voor werken van Louis Couperus, zoals Eline Vere (1889), Een lent van vaerzen (1893) en Orchideeën (1895). Zijn boekbanden ontwierp hij vaak in de stijl van de Nieuwe Kunst.
Behalve landschapsschilderijen en illustraties voor de Verkade-albums heeft Wenckebach ook veel pentekeningen gemaakt van Oud-Amsterdamse stadsgezichten, die als etsen werden gepubliceerd door het Amsterdamse dagblad De Courant/Nieuws van de Dag. Aan deze krant was hij vanaf 1886 verbonden als medewerker. Veel van deze tekeningen zijn later meerdere malen in boekvorm verschenen.
Hij was een allround illustrator. Naast zijn werk voor volwassenen maakte hij ook illustraties voor kinderboeken en voor het kindermaandblad Ons Thuis van Henriëtte Dietz en Katharina Leopold. Voor de auteur Agatha Snellen illustreerde Wenckebach bekende kinderboeken als het klaviersprookje In de muizenwereld (1894), dat op muziek werd gezet door Catharina van Rennes en het sprookje Klaproosje en Korenbloempje (1901). In de muizenwereld is nog lang populair gebleven. Het stond tot aan de Tweede Wereldoorlog nog op menig lijstje voor aanbevelingswaardige jeugdliteratuur. Ook illustreerde hij een sprookjesboek (1899) van de Gelderse onderwijzer Coenradus Geerlings.
Door de tekeningen van Wenckebach bij de Nederlandse vertaling van Notenkraker en Muizenkoning (1898) van de Duitse schrijver E.T.A. Hoffmann werd dit boek “een prachtig geschenk voor kinderen” genoemd door zijn tijdgenoot de Amsterdamse socialistische onderwijzer J.W. Gerhardt. Deze laatste was, in een tijd dat dat nog niet als vanzelfsprekend werd gezien, een voorvechter van kwalitatief goede prentenboeken. Hij publiceerde in 1905 De esthetische opvoeding der jeugd over het belang en de rol van illustraties in de opvoeding van kinderen.

## Boekbandontwerpen

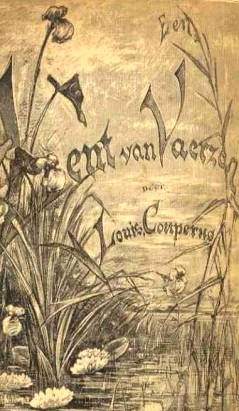
Lent van Vaerzen - Louis Couperus (J.L. Beijers, 1884)
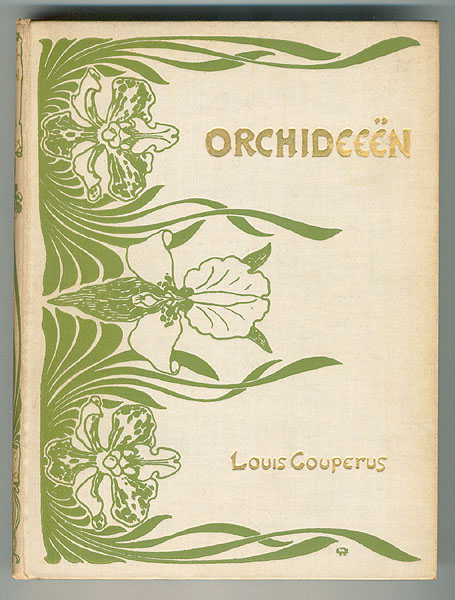
Orchideeën - Louis Couperus (L.J. Veen, 1895)
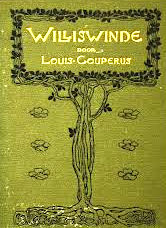
Williswinde  - Louis Couperus (L.J. Veen, 1895)
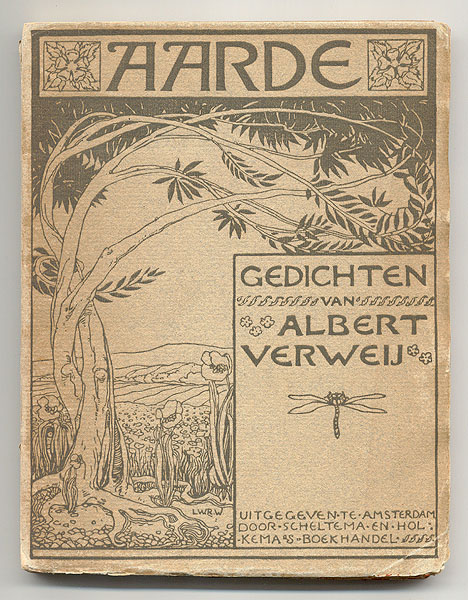
Aarde - Albert Verwey (Scheltema & Holkema, 1896)
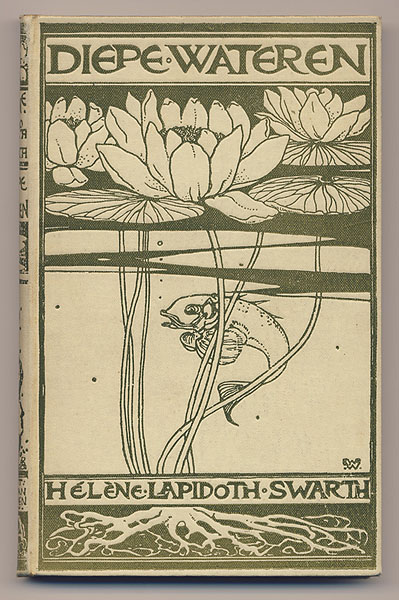
Diepe Wateren - Hélène Lapidoth-Swarth (P.N. van Kampen en Zoon, 1897)
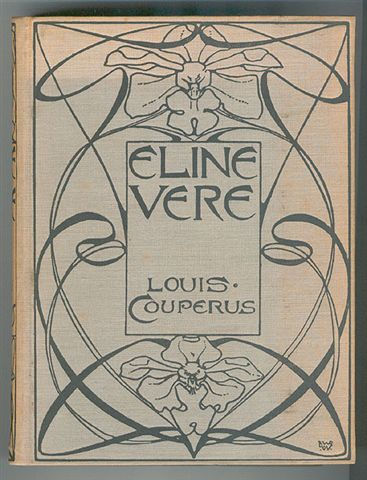
Eline Vere - Louis Couperus (P.N. van Kampen & Zoon, 1898)
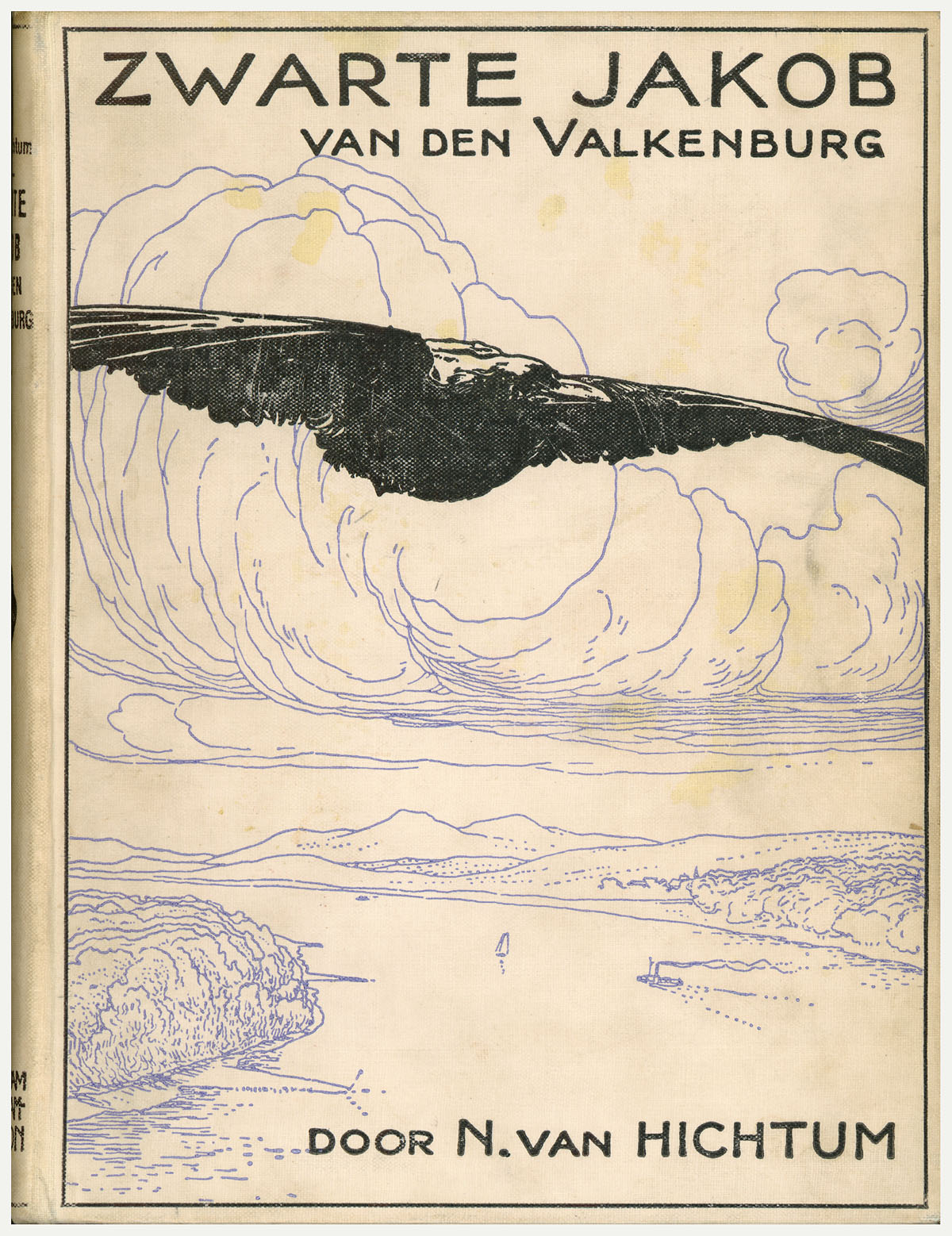
Zwarte Jakob van den Valkenburg - Nynke van Hichtum (P.N. van Kampen & Zoon, 1914)
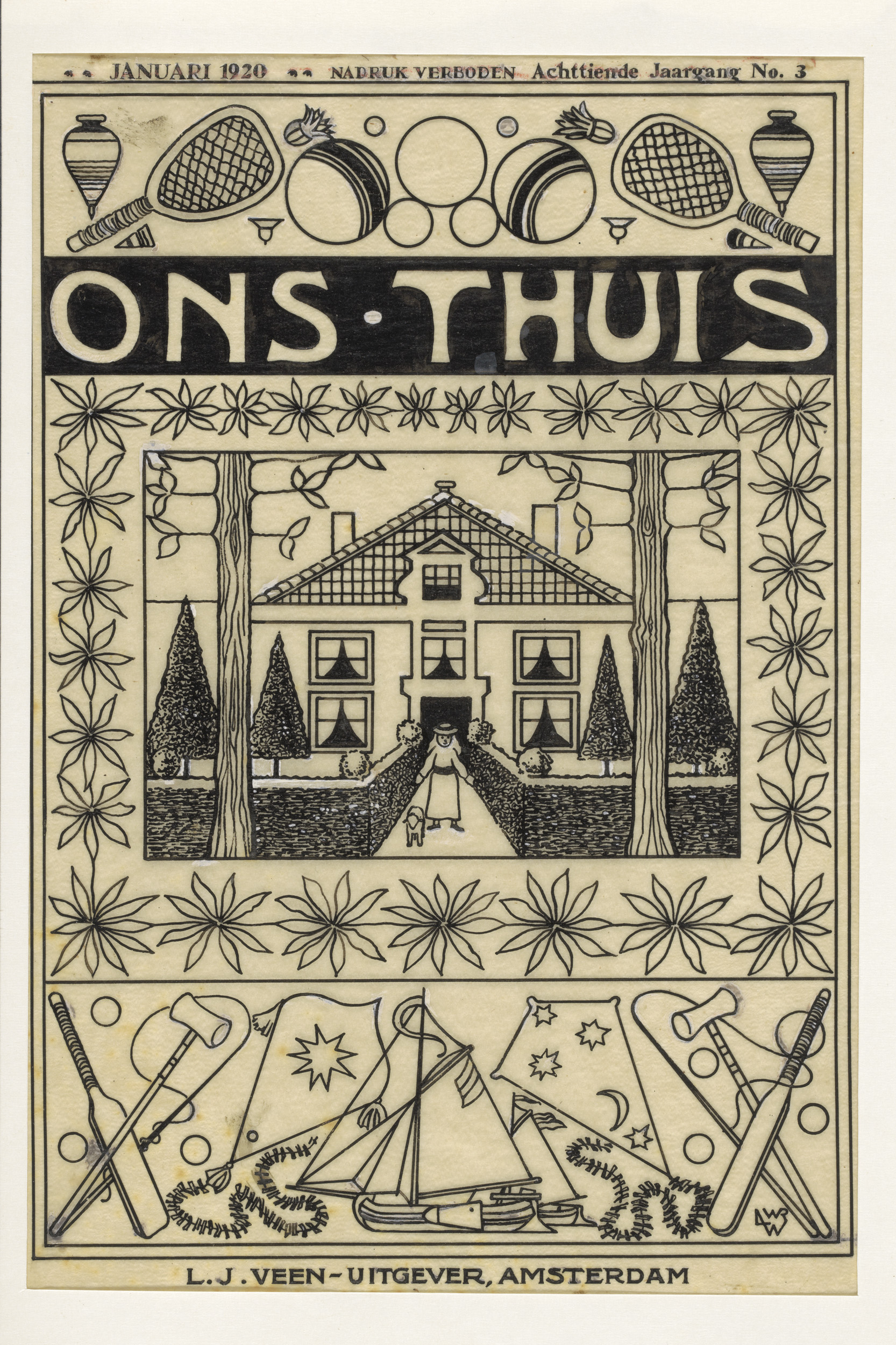
Bandontwerp Ons Thuis, geïllustreerd maandschrift voor kinderen van 7-10 jaar, jaargang 18, no. 3, 1920

## Pentekeningen van Oud-Amsterdam

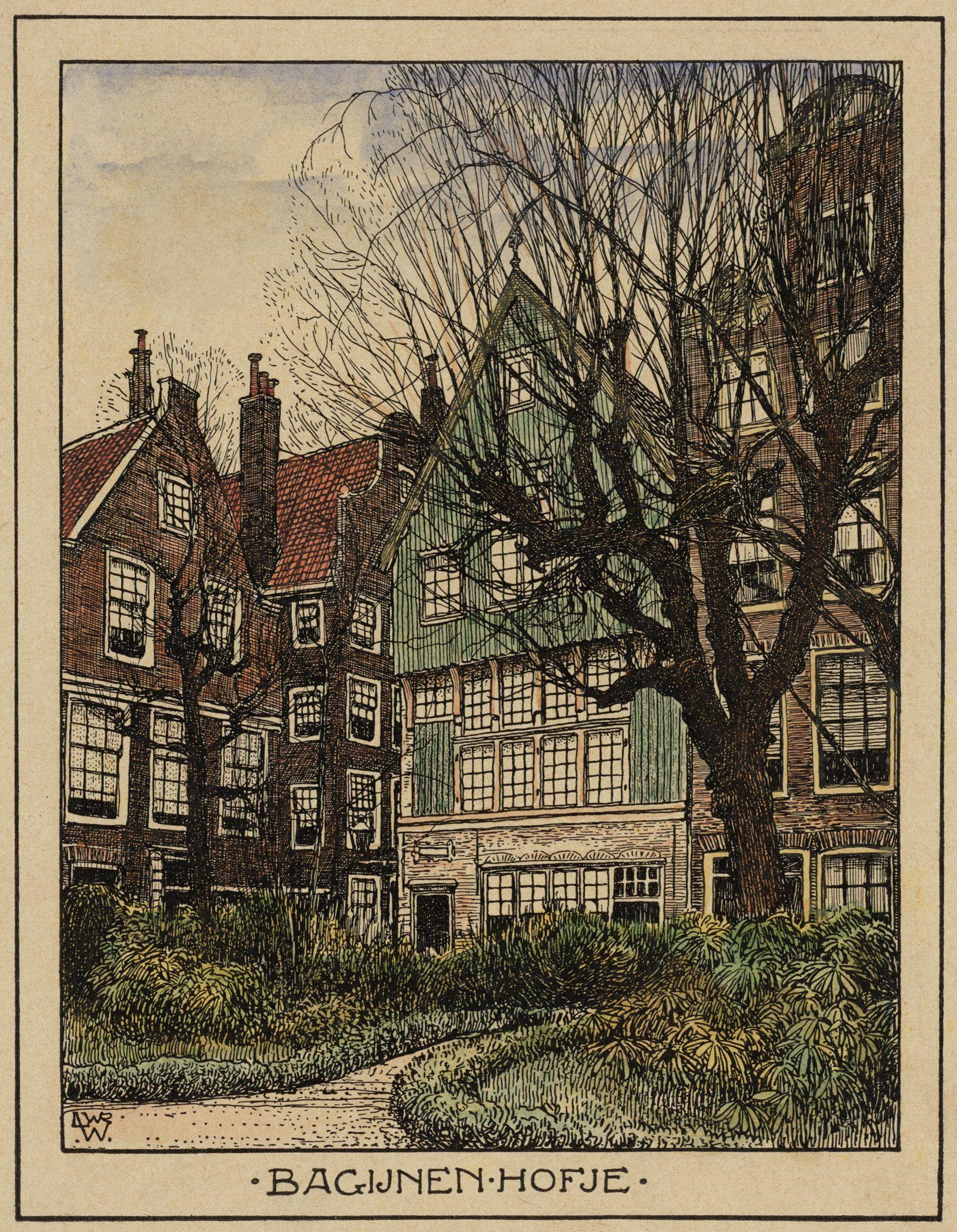
Bagijnen Hofje
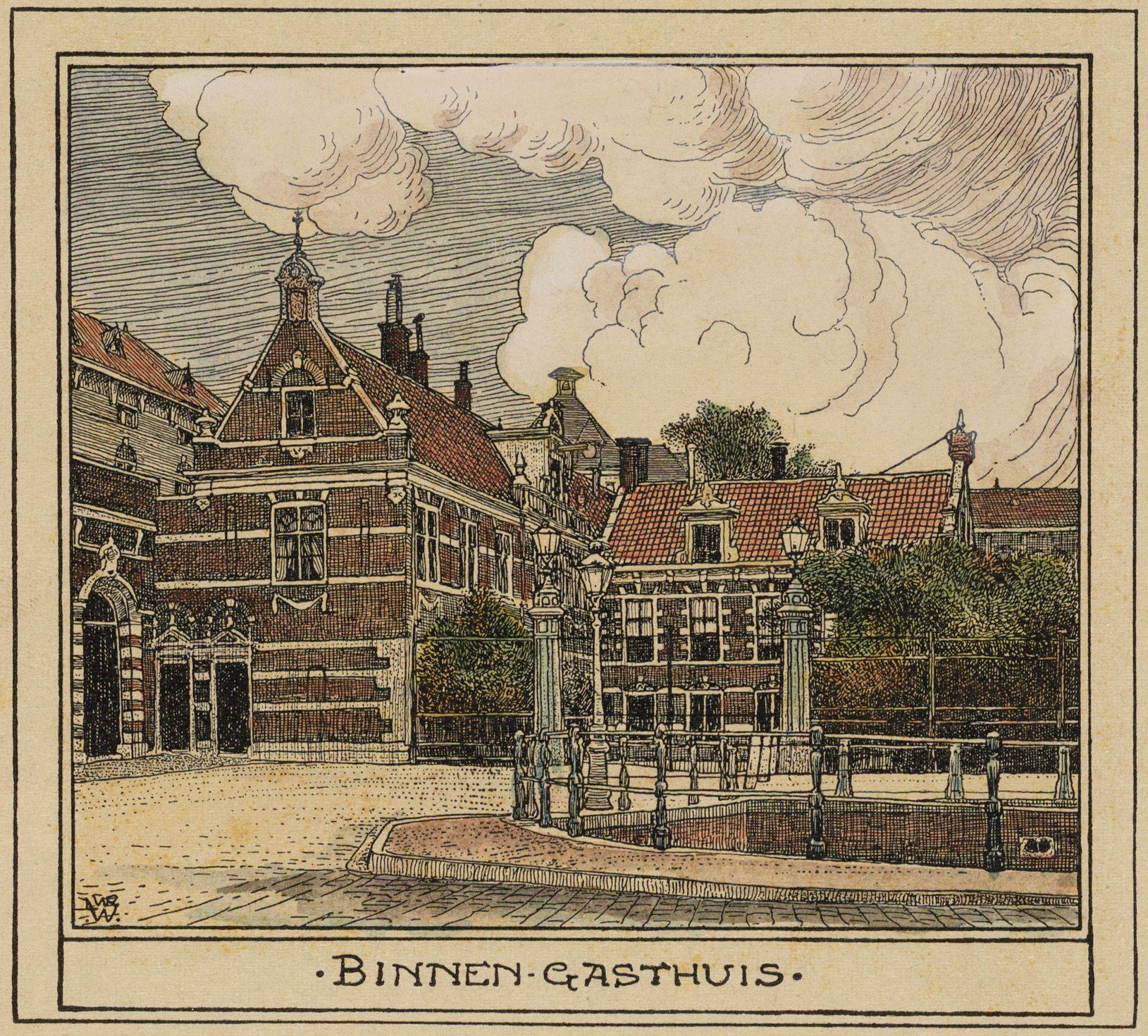
Binnen Gasthuis
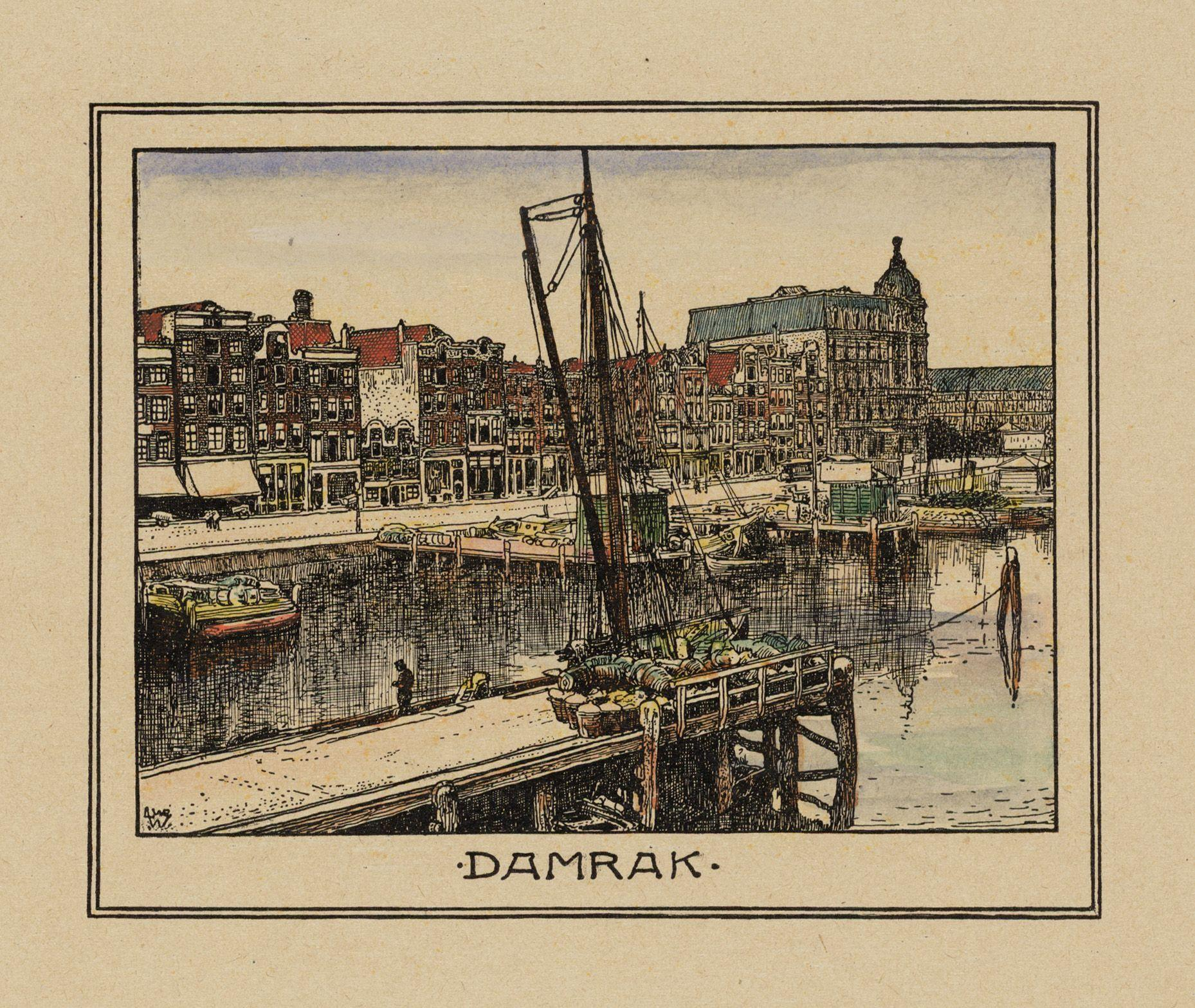
Damrak
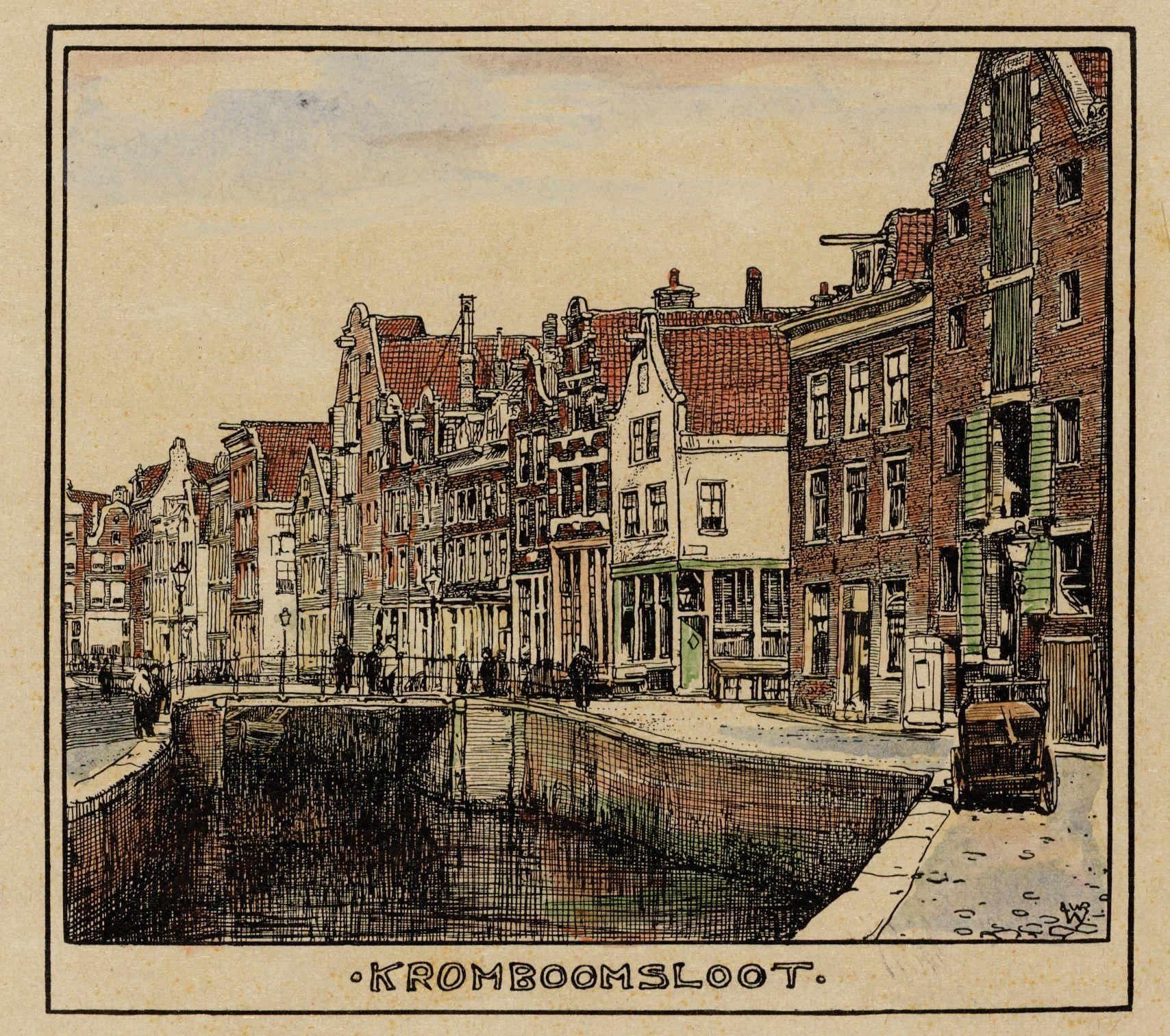
Krombootsloot
Oude Zijds Voorburgwal
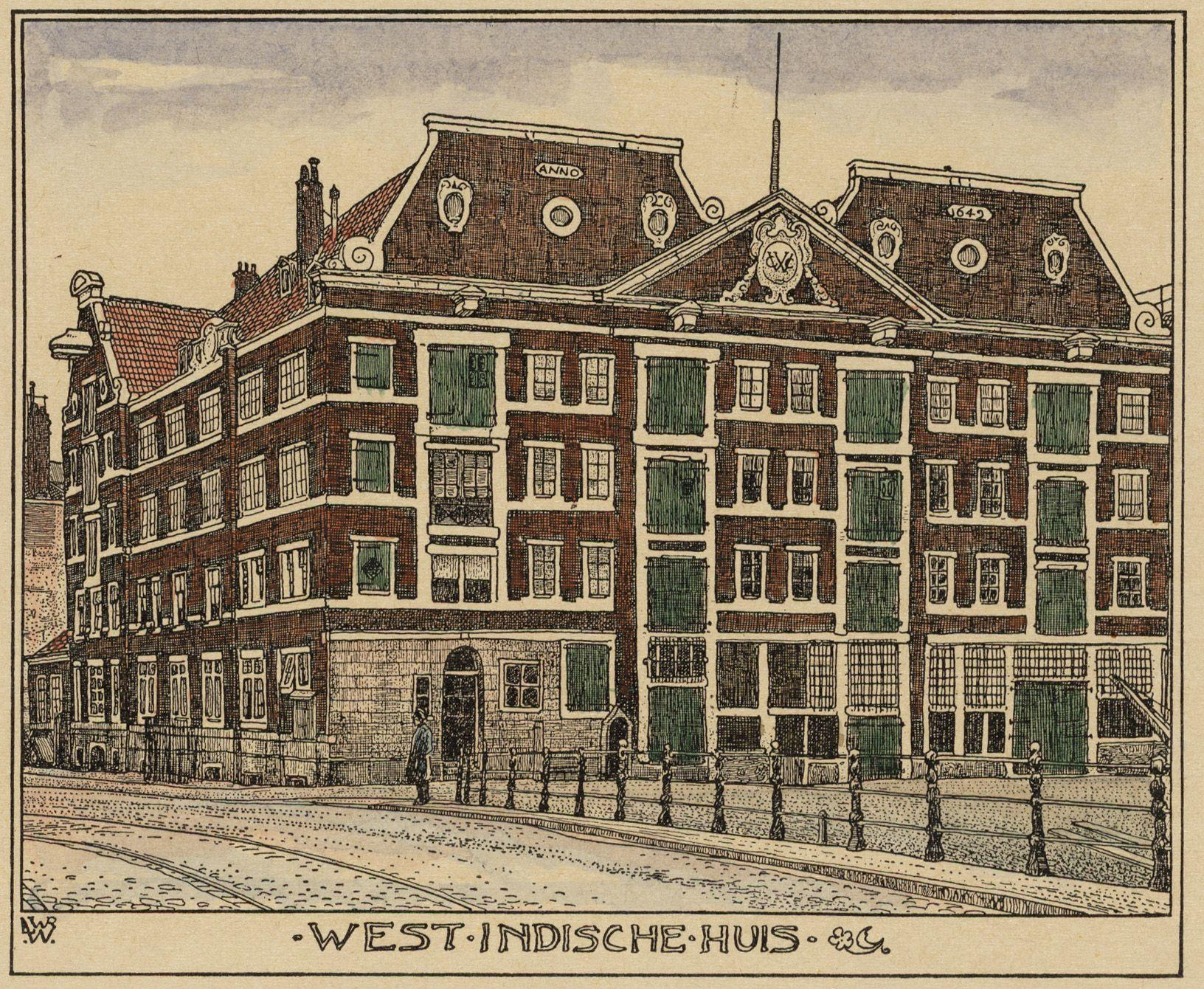
West Indische huis
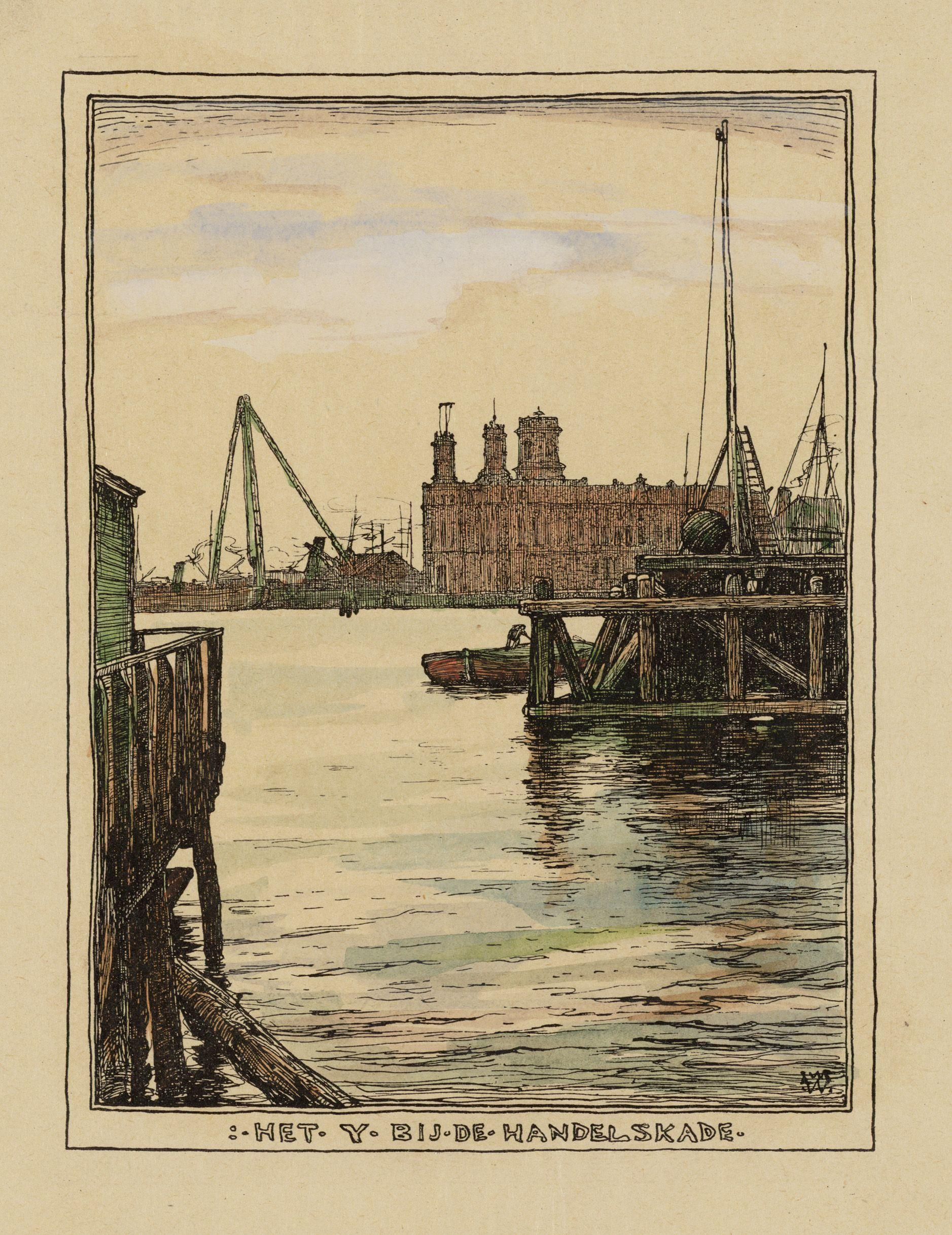
Het IJ bij de Handelskade

## Geïllustreerde boeken
Een keuze uit het werk van Willem Wenckebach.
| jaar | illustratie | titel                                                     | auteur                                 | uitgever                                        | digitale versie                 | opmerkingen                                                                       |
| ---- | ----------- | --------------------------------------------------------- | -------------------------------------- | ----------------------------------------------- | ------------------------------- | --------------------------------------------------------------------------------- |
| 1894 |             | In de muizenwereld : een nieuwe vertelling aan 't klavier | Agatha Snellen en Catharina van Rennes | J.L. Beijers                                    | DBNL Geheugen van Nederland     |                                                                                   |
| 1898 |             | Notenkraker en Muizenkoning                               | E.T.A. Hoffmann                        | Scheltema & Holkema                             | heruitgave 1978: DBNL           | Bewerking van de vertaling door Jacob van Lennep (1840).                          |
| 1901 |             | Klaproosje en Korenbloempje : een sprookje                | Agatha Snellen                         | C.A.J. van Dishoeck                             | 2e druk: Geheugen van Nederland |                                                                                   |
| 1902 |             | Amsterdam bij dag en nacht : novellen en schetsen         | Justus van Maurik                      | Van Holkema & Warendorf                         | DBNL                            |                                                                                   |
| 1906 |             | Lente                                                     | Jac. P. Thijsse                        | Bakkerij "De Ruijter" der Firma Verkade & Comp. |                                 | Verkade-album. Ook met illustraties van Jan van Oort en Jan Voerman Jr.           |
| 1907 |             | Zomer                                                     | Jac. P. Thijsse                        | idem                                            |                                 | idem                                                                              |
| 1907 |             | Oud-Amsterdam: 100 stadsgezichten                         | L. W. R. Wenckebach                    | Het Nieuws van de Dag                           |                                 | Fotomechanische herdr. (Teleboek 1977)                                            |
| 1908 |             | Herfst                                                    | Jac. P. Thijsse                        | Bakkerij "De Ruijter" der Firma Verkade & Comp. |                                 | Verkade-album. Ook met illustraties van Jan van Oort en Jan Voerman Jr.           |
| 1909 |             | Winter                                                    | Jac. P. Thijsse                        | idem                                            |                                 | idem                                                                              |
| 1910 |             | Blonde duinen                                             | Jac. P. Thijsse                        | idem                                            |                                 | Verkade-album. Ook met illustraties van Jan van Oort.                             |
| 1912 |             | Het Naardermeer                                           | Jac. P. Thijsse                        | idem                                            |                                 | Verkade-album. Ook met illustraties van Jan van Oort en Jan Voerman Jr.           |
| 1913 |             | Bosch en heide                                            | Jac. P. Thijsse                        | idem                                            |                                 | idem                                                                              |
| 1914 |             | Langs de Zuiderzee                                        | Jac. P. Thijsse                        | idem                                            |                                 | Verkade-album. Ook met illustraties van Edzard Koning en Jan Voerman Jr.          |
| 1915 |             | De Vecht                                                  | Jac. P. Thijsse                        | idem                                            |                                 | idem                                                                              |
| 1916 |             | De IJsel                                                  | Jac. P. Thijsse                        | idem                                            |                                 | idem                                                                              |
| 1918 |             | Friesland                                                 | Jac. P. Thijsse                        | idem                                            |                                 | idem                                                                              |
| 1926 |             | De bloemen in onze tuin                                   | Jac. P. Thijsse                        | idem                                            |                                 | Verkade-album. Ook met illustraties van Jan Voerman Jr., C. Rol en Jac.J. Koeman. |
| 1926 |             | Oud Amsterdam in het laatst van de 19de Eeuw              | L.W.R. Wenckebach                      | De Bussy                                        | Delpher                         |                                                                                   |
| 1927 |             | Texel                                                     | Jac. P. Thijsse                        | Bakkerij "De Ruijter" der Firma Verkade & Comp. |                                 | Verkade-album. Ook met illustraties van Jan Voerman Jr. en C. Rol                 |

## Literatuur

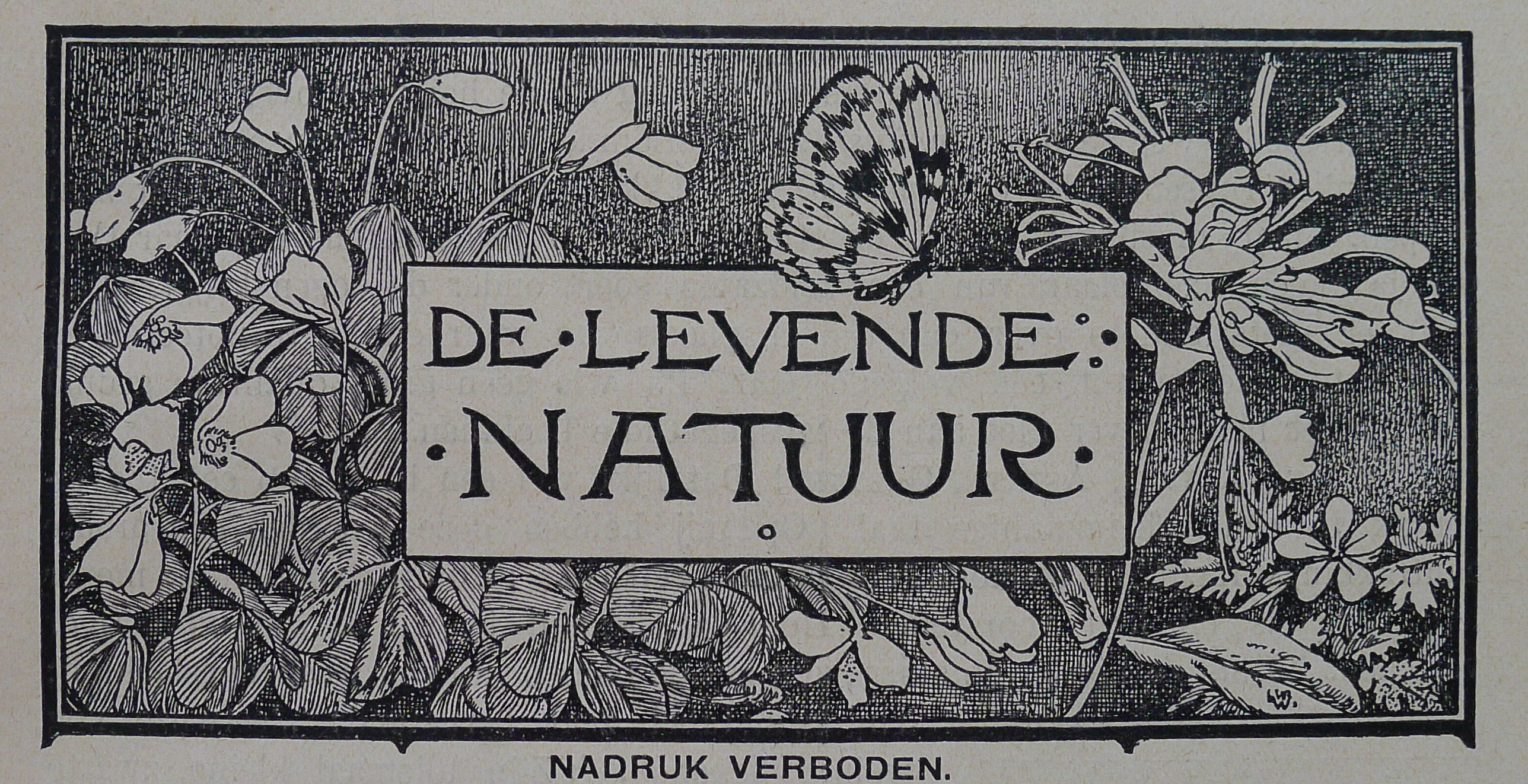
Vignet van maandblad De Levende Natuur